# بیجان (ماکو)

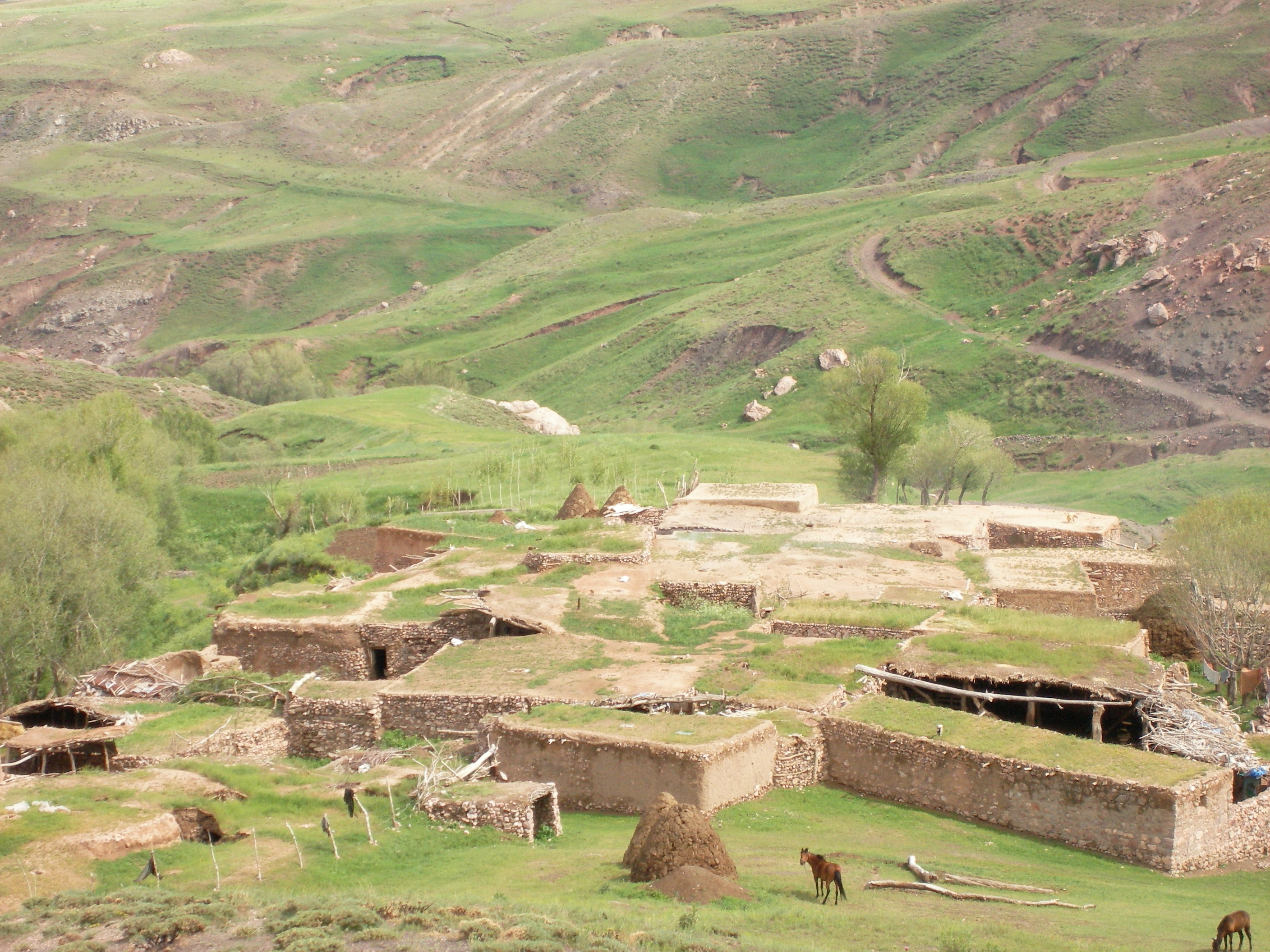
روستای بیجان

بیجان، روستایی از توابع بخش مرکزی شهرستان ماکو در استان آذربایجان غربی ایران است.

## جمعیت
این روستا در دهستان قلعه دره سی قرار دارد و براساس سرشماری مرکز آمار ایران در سال۱۳۹۵، جمعیت آن نه خانوار می‌باشد که نسبت به سال ۸۵ شش خانوار اضافه گردیده‌است.